# Champ Car World Series 2006
Champ Car-säsongen 2006 kördes över 14 deltävlingar, alla utom en i Nordamerika. Mästare blev Sébastien Bourdais.

## Race
| Race                        | Bana             | Vinnare            | Team               | Rapport |
| --------------------------- | ---------------- | ------------------ | ------------------ | ------- |
| Long Beach Grand Prix       | Long Beach       | Sébastien Bourdais | Newman/Haas Racing | *       |
| Houstons Grand Prix         | Houston          | Sébastien Bourdais | Newman/Haas Racing | *       |
| Monterreys Grand Prix       | Monterrey        | Sébastien Bourdais | Newman/Haas Racing | *       |
| Time Warner Road Runner 225 | Milwaukee        | Sébastien Bourdais | Newman/Haas Racing | *       |
| Portlands Grand Prix        | Portland         | A.J. Allmendinger  | Forsythe Racing    | *       |
| Clevelands Grand Prix       | Cleveland        | A.J. Allmendinger  | Forsythe Racing    | *       |
| Torontos Grand Prix         | Toronto          | A.J. Allmendinger  | Forsythe Racing    | *       |
| Edmontons Grand Prix        | Edmonton         | Justin Wilson      | RuSPORT            | *       |
| San Joses Grand Prix        | San Jose         | Sébastien Bourdais | Newman/Haas Racing | *       |
| Denvers Grand Prix          | Denver           | A.J. Allmendinger  | Forsythe Racing    | *       |
| Montréals Grand Prix        | Montréal         | Sébastien Bourdais | Newman/Haas Racing | *       |
| Road Americas Grand Prix    | Road America     | A.J. Allmendinger  | Forsythe Racing    | *       |
| Lexmark Indy 300            | Surfers Paradise | Nelson Philippe    | CTE-HVM Racing     | *       |
| Mexikos Grand Prix          | Mexico City      | Sébastien Bourdais | Newman/Haas Racing | *       |

### Long Beach
| Plats | Förare             | Team                |
| ----- | ------------------ | ------------------- |
| 1     | Sébastien Bourdais | Newman/Haas Racing  |
| 2     | Justin Wilson      | RuSPORT             |
| 3     | Alex Tagliani      | Team Australia      |
| 4     | Mario Domínguez    | Forsythe Racing     |
| 5     | Cristiano da Matta | Dale Coyne Racing   |
| 6     | Andrew Ranger      | Conquest Racing     |
| 7     | Jan Heylen         | Dale Coyne Racing   |
| 8     | Katherine Legge    | PKV Racing          |
| 9     | Will Power         | Team Australia      |
| 10    | Antônio Pizzonia   | Rocketsports Racing |

### Houston
| Plats | Förare             | Team               |
| ----- | ------------------ | ------------------ |
| 1     | Sébastien Bourdais | Newman/Haas Racing |
| 2     | Paul Tracy         | Forsythe Racing    |
| 3     | Mario Domínguez    | Forsythe Racing    |
| 4     | Nelson Philippe    | CTE-HVM Racing     |
| 5     | Justin Wilson      | RuSPORT            |
| 6     | Andrew Ranger      | Conquest Racing    |
| 7     | Will Power         | Team Australia     |
| 8     | A.J. Allmendinger  | RuSPORT            |
| 9     | Cristiano da Matta | Dale Coyne Racing  |
| 10    | Bruno Junqueira    | Newman/Haas Racing |

### Monterrey
| Plats | Förare             | Team               |
| ----- | ------------------ | ------------------ |
| 1     | Sébastien Bourdais | Newman/Haas Racing |
| 2     | Justin Wilson      | RuSPORT            |
| 3     | A.J. Allmendinger  | RuSPORT            |
| 4     | Paul Tracy         | Forsythe Racing    |
| 5     | Alex Tagliani      | Team Australia     |
| 6     | Mario Domínguez    | Forsythe Racing    |
| 7     | Andrew Ranger      | Conquest Racing    |
| 8     | Oriol Servià       | PKV Racing         |
| 9     | Cristiano da Matta | Dale Coyne Racing  |
| 10    | Bruno Junqueira    | Newman/Haas Racing |

### Milwaukee
| Plats | Förare             | Team                |
| ----- | ------------------ | ------------------- |
| 1     | Sébastien Bourdais | Newman/Haas Racing  |
| 2     | Justin Wilson      | RuSPORT             |
| 3     | Nelson Philippe    | CTE-HVM Racing      |
| 4     | A.J. Allmendinger  | RuSPORT             |
| 5     | Oriol Servià       | PKV Racing          |
| 6     | Katherine Legge    | PKV Racing          |
| 7     | Andrew Ranger      | Conquest Racing     |
| 8     | Dan Clarke         | CTE-HVM Racing      |
| 9     | Charles Zwolsman   | Conquest Racing     |
| 10    | Nicky Pastorelli   | Rocketsports Racing |

### Portland
| Plats | Förare             | Team               |
| ----- | ------------------ | ------------------ |
| 1     | A.J. Allmendinger  | Forsythe Racing    |
| 2     | Justin Wilson      | RuSPORT            |
| 3     | Sébastien Bourdais | Newman/Haas Racing |
| 4     | Bruno Junqueira    | Newman/Haas Racing |
| 5     | Cristiano da Matta | Dale Coyne Racing  |
| 6     | Dan Clarke         | CTE-HVM Racing     |
| 7     | Paul Tracy         | Forsythe Racing    |
| 8     | Nelson Philippe    | CTE-HVM Racing     |
| 9     | Andrew Ranger      | Conquest Racing    |
| 10    | Oriol Servià       | PKV Racing         |

### Cleveland
| Plats | Förare            | Team               |
| ----- | ----------------- | ------------------ |
| 1     | A.J. Allmendinger | Forsythe Racing    |
| 2     | Bruno Junqueira   | Newman/Haas Racing |
| 3     | Oriol Servià      | PKV Racing         |
| 4     | Alex Tagliani     | Team Australia     |
| 5     | Jan Heylen        | Dale Coyne Racing  |
| 6     | Mario Domínguez   | Dale Coyne Racing  |
| 7     | Dan Clarke        | CTE-HVM Racing     |
| 8     | Katherine Legge   | PKV Racing         |
| 9     | Will Power        | Team Australia     |
| 10    | Nelson Philippe   | CTE-HVM Racing     |

### Toronto
| Plats | Förare             | Team               |
| ----- | ------------------ | ------------------ |
| 1     | A.J. Allmendinger  | Forsythe Racing    |
| 2     | Paul Tracy         | Forsythe Racing    |
| 3     | Sébastien Bourdais | Newman/Haas Racing |
| 4     | Justin Wilson      | RuSPORT            |
| 5     | Cristiano da Matta | Dale Coyne Racing  |
| 6     | Alex Tagliani      | Team Australia     |
| 7     | Will Power         | Team Australia     |
| 8     | Bruno Junqueira    | Newman/Haas Racing |
| 9     | Charles Zwolsman   | Conquest Racing    |
| 10    | Andrew Ranger      | Conquest Racing    |

### Edmonton
| Plats | Förare             | Team               |
| ----- | ------------------ | ------------------ |
| 1     | Justin Wilson      | RuSPORT            |
| 2     | Sébastien Bourdais | Newman/Haas Racing |
| 3     | A.J. Allmendinger  | Forsythe Racing    |
| 4     | Oriol Servià       | PKV Racing         |
| 5     | Paul Tracy         | Forsythe Racing    |
| 6     | Will Power         | Team Australia     |
| 7     | Andrew Ranger      | Conquest Racing    |
| 8     | Mario Domínguez    | Dale Coyne Racing  |
| 9     | Dan Clarke         | CTE-HVM Racing     |
| 10    | Charles Zwolsman   | Conquest Racing    |

### San Jose
| Plats | Förare             | Team                              |
| ----- | ------------------ | --------------------------------- |
| 1     | Sébastien Bourdais | Newman/Haas Racing                |
| 2     | Cristiano da Matta | Dale Coyne Racing                 |
| 3     | Justin Wilson      | RuSPORT                           |
| 4     | Nelson Philippe    | CTE-HVM Racing                    |
| 5     | Mario Domínguez    | Forsythe Racing Dale Coyne Racing |
| 6     | Will Power         | Team Australia                    |
| 7     | A.J. Allmendinger  | Forsythe Racing                   |
| 8     | Oriol Servià       | PKV Racing                        |
| 9     | Charles Zwolsman   | Conquest Racing                   |
| 10    | Nicky Pastorelli   | Rocketsports Racing               |

### Denver
| Plats | Förare             | Team               |
| ----- | ------------------ | ------------------ |
| 1     | A.J. Allmendinger  | Forsythe Racing    |
| 2     | Bruno Junqueira    | Newman/Haas Racing |
| 3     | Dan Clarke         | CTE-HVM Racing     |
| 4     | Will Power         | Team Australia     |
| 5     | Nelson Philippe    | CTE-HVM Racing     |
| 6     | Paul Tracy         | Forsythe Racing    |
| 7     | Sébastien Bourdais | Newman/Haas Racing |
| 8     | Justin Wilson      | RuSPORT            |
| 9     | Katherine Legge    | PKV Racing         |
| 10    | Charles Zwolsman   | Conquest Racing    |

### Montréal
| Plats | Förare             | Team                |
| ----- | ------------------ | ------------------- |
| 1     | Sébastien Bourdais | Newman/Haas Racing  |
| 2     | Paul Tracy         | Forsythe Racing     |
| 3     | Nelson Philippe    | CTE-HVM Racing      |
| 4     | Dan Clarke         | CTE-HVM Racing      |
| 5     | Will Power         | Team Australia      |
| 6     | Nicky Pastorelli   | Rocketsports Racing |
| 7     | Alex Tagliani      | Team Australia      |
| 8     | Charles Zwolsman   | Conquest Racing     |
| 9     | Jan Heylen         | Dale Coyne Racing   |
| 10    | Mario Domínguez    | Dale Coyne Racing   |

### Road America
| Plats | Förare             | Team               |
| ----- | ------------------ | ------------------ |
| 1     | A.J. Allmendinger  | Forsythe Racing    |
| 2     | Bruno Junqueira    | Newman/Haas Racing |
| 3     | Sébastien Bourdais | Newman/Haas Racing |
| 4     | Oriol Servià       | PKV Racing         |
| 5     | Justin Wilson      | RuSPORT            |
| 6     | Dan Clarke         | CTE-HVM Racing     |
| 7     | Charles Zwolsman   | Conquest Racing    |
| 8     | Andrew Ranger      | Conquest Racing    |
| 9     | Jan Heylen         | Dale Coyne Racing  |
| 10    | Paul Tracy         | Forsythe Racing    |

### Surfers Paradise
| Plats | Förare             | Team                |
| ----- | ------------------ | ------------------- |
| 1     | Nelson Philippe    | CTE-HVM Racing      |
| 2     | Mario Domínguez    | Rocketsports Racing |
| 3     | Alex Tagliani      | Team Australia      |
| 4     | Paul Tracy         | Forsythe Racing     |
| 5     | Andrew Ranger      | Conquest Racing     |
| 6     | Oriol Servià       | PKV Racing          |
| 7     | Charles Zwolsman   | Conquest Racing     |
| 8     | Sébastien Bourdais | Newman/Haas Racing  |
| 9     | Andreas Wirth      | Dale Coyne Racing   |
| 10    | Antônio Pizzonia   | Rocketsports Racing |

### Mexico City
| Plats | Förare             | Team               |
| ----- | ------------------ | ------------------ |
| 1     | Sébastien Bourdais | Newman/Haas Racing |
| 2     | Justin Wilson      | RuSPORT            |
| 3     | Will Power         | Team Australia     |
| 4     | Bruno Junqueira    | Newman/Haas Racing |
| 5     | Alex Tagliani      | Team Australia     |
| 6     | Oriol Servià       | PKV Racing         |
| 7     | Nelson Philippe    | CTE-HVM Racing     |
| 8     | Andrew Ranger      | Conquest Racing    |
| 9     | David Martínez     | Forsythe Racing    |
| 10    | Buddy Rice         | Forsythe Racing    |

## Slutställning
| Plats | Förare             | Team                                                  | Poäng |
| ----- | ------------------ | ----------------------------------------------------- | ----- |
| 1     | Sébastien Bourdais | Newman/Haas Racing                                    | 387   |
| 2     | Justin Wilson      | RuSPORT                                               | 298   |
| 3     | A.J. Allmendinger  | Forsythe Racing RuSPORT                               | 285   |
| 4     | Nelson Philippe    | CTE-HVM Racing                                        | 231   |
| 5     | Bruno Junqueira    | Newman/Haas Racing                                    | 219   |
| 6     | Will Power         | Team Australia                                        | 213   |
| 7     | Paul Tracy         | Forsythe Racing                                       | 208   |
| 8     | Alex Tagliani      | Team Australia                                        | 203   |
| 9     | Mario Domínguez    | Forsythe Racing Dale Coyne Racing Rocketsports Racing | 201   |
| 10    | Andrew Ranger      | Conquest Racing                                       | 200   |
| 11    | Oriol Servià       | PKV Racing                                            | 196   |
| 12    | Dan Clarke         | CTE-HVM Racing                                        | 175   |
| 13    | Charles Zwolsman   | Conquest Racing                                       | 161   |
| 14    | Jan Heylen         | Dale Coyne Racing                                     | 140   |
| 15    | Cristiano da Matta | Dale Coyne Racing                                     | 134   |
| 16    | Katherine Legge    | PKV Racing                                            | 133   |
| 17    | Nicky Pastorelli   | Rocketsports Racing                                   | 73    |
| 18    | Antônio Pizzonia   | Rocketsports Racing                                   | 40    |
| 19    | Tonis Kasemets     | Rocketsports Racing                                   | 34    |
| 20    | Andreas Wirth      | Dale Coyne Racing                                     | 19    |
| 21    | Ryan Briscoe       | RuSPORT                                               | 17    |
| 22    | David Martínez     | Forsythe Racing                                       | 13    |
| 23    | Buddy Rice         | Forsythe Racing                                       | 11    |
| 24    | Jimmy Vasser       | PKV Racing                                            | 7     |
| 25    | Juan Cáceres       | Dale Coyne Racing                                     | 6     |

## Resultat
| Plats | Förare             | LB  | Hou | Mty | Mil  | Por | Cle | Tor | Edm | SJ  | Den | Mtl | RA  | Aus | Mex | Poäng |
| ----- | ------------------ | --- | --- | --- | ---- | --- | --- | --- | --- | --- | --- | --- | --- | --- | --- | ----- |
| 1     | Sébastien Bourdais | 1   | 1   | 1   | 1    | 3   | Ret | 3   | 2   | 1   | 7   | 1   | 3   | 8   | 1   | 387   |
| 2     | Justin Wilson      | 2   | 5   | 2   | 2    | 2   | Ret | 4   | 1   | 3   | 8   | Ret | 5   |     | 2   | 298   |
| 3     | A.J. Allmendinger  | Ret | 8   | 3   | 4    | 1   | 1   | 1   | 3   | 7   | 1   | Ret | 1   | Ret |     | 285   |
| 4     | Nelson Philippe    | Ret | 4   | Ret | 3    | 8   | 10  | Ret | Ret | 4   | 5   | 3   | 14  | 1   | 7   | 231   |
| 5     | Bruno Junqueira    | Ret | 10  | 10  | Ret  | 4   | 2   | 8   | Ret | Ret | 2   | 12  | 2   | 6   | 4   | 219   |
| 6     | Will Power         | 9   | 7   | 11  | Ret  | 18  | 9   | 7   | 6   | 6   | 4   | 5   | 13  | 12  | 3   | 213   |
| 7     | Paul Tracy         | Ret | 2   | 4   | Ret  | 7   | Ret | 2   | 5   | Ret | 6   | 2   | 10  | 4   |     | 208   |
| 8     | Alex Tagliani      | 3   | Ret | 5   | DNS  | 11  | 4   | 6   | Ret | Ret | Ret | 7   | 11  | 3   | 5   | 205   |
| 9     | Mario Domínguez    | 4   | 3   | 6   | Ret1 | 14  | 6   | 11  | 8   | 5   | Ret | 10  | 12  | 2   | Ret | 201   |
| 10    | Andrew Ranger      | 6   | 6   | 7   | 7    | 9   | 11  | 10  | 7   | Ret | Ret | Ret | 9   | 5   | 8   | 200   |
| 11    | Oriol Servià       | Ret | Ret | 8   | 5    | 10  | 3   | Ret | 4   | 8   | Ret | Ret | 4   | Ret | 6   | 196   |
| 12    | Dan Clarke         | 11  | Ret | 13  | 8    | 6   | 7   | Ret | 9   | Ret | 3   | 4   | 6   | Ret | Ret | 175   |
| 13    | Charles Zwolsman   | Ret | Ret | 12  | 9    | 12  | 15  | 9   | 10  | 9   | 10  | 8   | 7   | 7   | 11  | 161   |
| 14    | Jan Heylen         | 7   | 13  | 16  | Ret  | 15  | 5   | Ret | Ret | 11  | 11  | 9   | 9   | Ret | 13  | 140   |
| 15    | Cristiano da Matta | 5   | 9   | 9   | Ret  | 5   | 14  | 5   | Ret | 2   |     |     |     |     |     | 134   |
| 16    | Katherine Legge    | 8   | 14  | 14  | 6    | 13  | 8   | Ret | Ret | 12  | 9   | 13  | Ret | Ret | 16  | 133   |
| 17    | Nicky Pastorelli   |     | Ret | 15  | 10   | 17  | Ret |     | Ret | 10  | Ret | 6   |     |     |     | 73    |
| 18    | Antônio Pizzonia   | 10  |     |     |      |     |     |     |     |     |     | 11  |     | 10  | 12  | 43    |
| 19    | Tõnis Kasemets     |     |     |     |      | 16  | 12  | Ret | 11  |     |     |     | Ret |     |     | 34    |
| 20    | Andreas Wirth      |     |     |     |      |     |     |     |     |     |     |     |     | 9   | 15  | 19    |
| 21    | Ryan Briscoe       |     |     |     |      |     |     |     |     |     |     |     |     | 11  | 14  | 17    |
| 22    | David Martínez     |     |     |     |      |     |     |     |     |     |     |     |     |     | 9   | 13    |
| 23    | Buddy Rice         |     |     |     |      |     |     |     |     |     |     |     |     |     | 10  | 11    |
| 24    | Jimmy Vasser       | Ret |     |     |      |     |     |     |     |     |     |     |     |     |     | 7     |
| 25    | Juan Cáceres       |     |     |     |      |     |     |     |     |     |     |     | 15  |     |     | 6     |
| Plats | Förare             | LB  | Hou | Mty | Mil  | Por | Cle | Tor | Edm | SJ  | Den | Mtl | RA  | Aus | Mex | Poäng |